# Polymer-Nanoverbundwerkstoff
Polymer-Nanoverbundwerkstoffe (PNC von englisch polymer nanocomposites) bestehen aus einer Polymermatrix, in der Nanopartikel oder Nanofüllstoffe dispergiert vorliegen. Die Nanoteilchen können unterschiedliche Formen besitzen (z. B. Plättchen, Fasern oder Sphäroide), müssen aber zumindest in einer Dimension im Bereich von 1 bis 50 nm liegen. PNC gehören zu den Mehrphasensystemen (MPS von engl. multi-phase systems, dazu gehören Dry-Blends, Verbundwerkstoffe und Schäume), die fast 95 % der Kunststoffproduktion verbrauchen. Die Herstellung solcher Systeme erfordert kontrolliertes Mischen, Stabilisieren der hergestellten Dispersionen und ein Orientieren der dispersen Phase. Die dazu verwendeten Verfahren ähneln sich für alle MPS.
Der Übergang von Mikro- zu Nano-Partikel führt zur Änderung der physikalischen und chemischen Eigenschaften. Zwei der wichtigsten Faktoren dabei sind die Erhöhung des Oberfläche-zu-Volumen-Verhältnis und die Größe der Teilchen. Die Zunahme des Oberfläche-zu-Volumen-Verhältnisses, welches zunimmt, wenn die Teilchen kleiner werden, führt zu einer zunehmenden Dominanz der Oberflächenatome über die Volumenatome. Dies hat Auswirkungen auf die Interaktion mit anderen Teilchen. Da außerdem die Oberfläche der Nanopartikel zunimmt, werden Interaktionen mit anderen Partikeln in der Mischung verstärkt, was Festigkeit, Wärmebeständigkeit usw. erhöht und viele weitere Faktoren beeinflusst.